# Režim správy systému
Režim správy systému (anglicky System Management Mode, zkráceně SMM někdy označovaný ring -2) je jedním z provozních režimů procesoru na platformě x86. V tomto režimu přejímá kontrolu nad procesorem místo operačního systému speciální firmware s vyššími oprávněními. Původně byl SMM v polovině devadesátých let zaveden jako prostředek pro implementaci APM, pokročilé správy napájení, ale v druhém desetiletí jednadvacátého tisíciletí se mu dostává mediální pozornosti hlavně jako podsystému zvláště ohroženému zranitelnostmi a rootkity. Pro přechod z režimu chráněného, reálného nebo režimu virtuální 8086 slouží zvláštní přerušení SMI.

## Dějiny
Poprvé byl SMM přidán v roce 1990 do procesorů Intel 80386 ve variantě 80386SL a firma Intel jej následně zahrnula už do všech variant procesoru Intel 80486 a procesorů následujících. Konkurenční společnost Advanced Micro Devices jej začala zahrnovat od roku 1994 počínaje procesory AMD Am486.